# Liste der Bodendenkmäler in Maroldsweisach
Auf dieser Seite sind die Bodendenkmäler in dem unterfränkischen Markt Maroldsweisach zusammengestellt. Diese Tabelle ist eine Teilliste der Liste der Bodendenkmäler in Bayern. Grundlage ist die Bayerische Denkmalliste, die auf Basis des Bayerischen Denkmalschutzgesetzes vom 1. Oktober 1973 erstmals erstellt wurde und seither durch das Bayerische Landesamt für Denkmalpflege geführt wird. Die folgenden Angaben ersetzen nicht die rechtsverbindliche Auskunft der Denkmalschutzbehörde.

## Bodendenkmäler in Maroldsweisach
| Lage       | Objekt                                                                                          | Akten-Nr.     | Bild |
| ---------- | ----------------------------------------------------------------------------------------------- | ------------- | ---- |
| (Standort) | Untertägige Bauteile der spätmittelalterlichen Burgruine von Dippach                            | D-6-5729-0038 |      |
| (Standort) | Bestattungsplatz mit Grabhügel vorgeschichtlicher Zeitstellung.                                 | D-6-5730-0001 |      |
| (Standort) | Siedlung vermutlich des Neolithikums.                                                           | D-6-5730-0002 |      |
| (Standort) | Untertägige Bauteile der spätmittelalterlichen bis frühneuzeitlichen Kath. Filialkirche         | D-6-5730-0031 |      |
| (Standort) | Untertägige Bauteile der spätmittelalterlichen bis frühneuzeitlichen Evang.-Luth. Kirche        | D-6-5730-0033 |      |
| (Standort) | Untertägige Teile der zum ehem. Wasserschloss Wasmuthhausen gehörigen Anlage                    | D-6-5730-0035 |      |
| (Standort) | Untertägige Teile des ehem. mittelalterlichen und frühneuzeitlichen Wasserschlosses             | D-6-5730-0036 |      |
| (Standort) | Untertägige Teile der ehem. Schlosskapelle von Wasmuthhausen, abgebrochen 1905.                 | D-6-5730-0037 |      |
| (Standort) | Körpergräber der frühen Neuzeit im Bereich des ehem. Friedhofs von Wasmuthhausen                | D-6-5730-0038 |      |
| (Standort) | Untertägige Teile sowie mittelalterliche bis frühneuzeitliche Vorgängerbauten                   | D-6-5730-0039 |      |
| (Standort) | Bestattungsplatz mit Grabhügeln vorgeschichtlicher Zeitstellung.                                | D-6-5829-0008 |      |
| (Standort) | Bestattungsplatz mit Grabhügel vorgeschichtlicher Zeitstellung.                                 | D-6-5829-0009 |      |
| (Standort) | Bestattungsplatz mit Grabhügeln vorgeschichtlicher Zeitstellung.                                | D-6-5829-0010 |      |
| (Standort) | Bestattungsplatz mit Grabhügel vorgeschichtlicher Zeitstellung.                                 | D-6-5829-0011 |      |
| (Standort) | Bestattungsplatz mit Grabhügel vorgeschichtlicher Zeitstellung.                                 | D-6-5829-0012 |      |
| (Standort) | Bestattungsplatz mit Grabhügel vorgeschichtlicher Zeitstellung.                                 | D-6-5829-0013 |      |
| (Standort) | Bestattungsplatz mit Grabhügel vorgeschichtlicher Zeitstellung.                                 | D-6-5829-0014 |      |
| (Standort) | Mittelalterliche Wüstung "Tragemarsdorf".                                                       | D-6-5829-0015 |      |
| (Standort) | Untertägige Bauteile der frühneuzeitlichen Evang.-Luth. Pfarrkirche von Maroldsweisach          | D-6-5829-0039 |      |
| (Standort) | Untertägige Bauteile von mittelalterlichen und frühneuzeitlichen Vorgängerbauten                | D-6-5829-0046 |      |
| (Standort) | Untertägige Bauteile des frühneuzeitlichen Schlosses von Maroldsweisach mit zugehörigen Anlagen | D-6-5829-0113 |      |
| (Standort) | Untertägige Teile und mittelalterliche bis frühneuzeitliche Vorgängerbauten                     | D-6-5829-0114 |      |
| (Standort) | Archäologische Befunde des Mittelalters und der frühen Neuzeit                                  | D-6-5829-0115 |      |
| (Standort) | Untertägige Bauteile von frühneuzeitlichen Vorgängerbauten der 1887 neu errichteten Anlage      | D-6-5829-0116 |      |
| (Standort) | Archäologische Befunde des Mittelalters und der frühen Neuzeit                                  | D-6-5829-0117 |      |
| (Standort) | Untertägige Teile der ehem. mittelalterlichen Niederungsburg bzw. des 1525 zerstörten Schlosses | D-6-5829-0118 |      |
| (Standort) | Turmhügel des Mittelalters.                                                                     | D-6-5830-0006 |      |
| (Standort) | Alte Burg Ringwallanlage des frühen Mittelalters.                                               | D-6-5830-0007 |      |
| (Standort) | Spätmittelalterliche Glashütte.                                                                 | D-6-5830-0008 |      |
| (Standort) | Alte Burg Ringwall vermutlich des frühen Mittelalters.                                          | D-6-5830-0009 |      |
| (Standort) | Frühneuzeitlicher Richtplatz.                                                                   | D-6-5830-0023 |      |
| (Standort) | Untertägige Bauteile sowie mittelalterliche bis frühneuzeitliche Vorgängerbauten                | D-6-5830-0038 |      |
| (Standort) | Archäologische Befunde des Mittelalters und der frühen Neuzeit im Bereich der Burgruine         | D-6-5830-0045 |      |
| (Standort) | Fundamente der abgegangenen frühneuzeitlichen Kirche von Altenstein.                            | D-6-5830-0046 |      |
| (Standort) | Untertägige Bauteile der mittelalterlichen bis frühneuzeitlichen Kath. Filialkirche             | D-6-5830-0058 |      |
| (Standort) | Untertägige Siedlungsteile des Mittelalters und der frühen Neuzeit                              | D-6-5830-0091 |      |
| (Standort) | Untertägige Siedlungsteile des Mittelalters und der frühen Neuzeit                              | D-6-5830-0093 |      |
| (Standort) | Untertägige Siedlungsteile der frühneuzeitlichen Mühlenwüstung "Eselsmühle"                     | D-6-5830-0097 |      |
| (Standort) | Fundamente des 1960 abgebrochenen frühneuzeitlichen "alten" Schlösschens"                       | D-6-5830-0098 |      |
| (Standort) | Untertägige Teile des ehem. frühneuzeitlichen Schlosses von Marbach                             | D-6-5830-0099 |      |
| (Standort) | Untertägige Teile des frühneuzeitlichen Schlosses von Pfaffendorf mit abgegangenen Teilen       | D-6-5830-0100 |      |
| (Standort) | Warte des Mittelalters und der frühen Neuzeit.                                                  | D-6-5830-0103 |      |